# Hrabstwo Burke (Dakota Północna)

Piramida wieku hrabstwa

Hrabstwo Burke (ang. Burke County) to hrabstwo w północno-zachodniej części stanu Dakota Północna w Stanach Zjednoczonych. Hrabstwo zajmuje powierzchnię 2 924,77 km². Według szacunków United States Census Bureau w roku 2006 miało 1 947 mieszkańców. Siedzibą hrabstwa jest Bowbells.

## Miejscowości
- Bowbells
- Columbus
- Flaxton
- Powers Lake
- Larson (CDP)
- Lignite
- Portal